# Janus (tortuga)
Janus es una tortuga griega de dos cabezas, nacida el 3 de septiembre de 1997 en el Museo de Historia Natural de Ginebra (Suiza). Es la mascota de la institución y ostenta el récord de longevidad conocido para una tortuga bicéfala. Cumplió 21 años en 2018.

## Historia
Janus nació en el Museo de Historia Natural de Ginebra el 3 de septiembre de 1997, en una de las incubadoras que la institución ponía entonces a disposición de particulares, y cuyo propietario donó al Museo. Se trata de una tortuga macho y su nombre hace referencia al dios romano de dos cabezas:  Janus. Una anomalía de desarrollo explica su bicefalía. Cada cabeza tiene un cerebro independiente: el de la derecha tiene un carácter más dominante mientras que el otro es más flemático (impasible).
En la naturaleza, las tortugas esconden su cabeza y sus patas dentro de su caparazón para protegerse de posibles depredadores. Con dos cabezas, Janus no tiene espacio suficiente para meterse dentro del caparazón y no habría vivido mucho tiempo de no encontrarse en cautividad. Además, sus desplazamientos no están del todo coordinados: las dos cabezas pueden intentar ir en direcciones opuestas, la tortuga "se desliza más que anda" y no llega a recolocarse si se da la vuelta por culpa de su malformación. Por el contrario, gracias a los cuidados especiales de sus guardias (alimentación exquisita, baños tibios, sesiones de rayos UV, paseos, masajes, ..), Janus ostenta el récord de longevidad para una tortuga bicéfala, cumpliendo 20 años en 2017. Los records de longevidad de los que se tenían constancia hasta entonces no excedían de algunos años.·
Janus se ha convertido en la mascota del Museo de Historia Natural de Ginebra, tras suceder a Ali, un alígator americano que estuvo allí desde 1966 hasta su muerte en 1990 en el estanque central del hall del museo.· Desde que se creó el "Mes de los documentales", el Museo de Ginebra otorga los premios "Janus de oro", un trofeo que recompensa las mejores películas sobre ciencia y naturaleza.